# 日露和親条約
日露和親条約、日魯通好条約（にちろわしんじょうやく、にちろつうこうじょうやく露: Симодский трактат）は、日本とロシア帝国の間で締結された条約。安政元年12月21日（1855年2月7日）、伊豆国下田（現・静岡県下田市）長楽寺において締結された。日本（江戸幕府）側全権は大目付格筒井政憲と勘定奉行川路聖謨、ロシア側全権は提督エフィム・プチャーチン。
本条約によって、アイヌモシㇼ（アイヌが住まう土地）を分割する形で、当時の日本の行政単位であった蝦夷地に国境が引かれた。東は、択捉島と得撫島の間の択捉海峡とされ、北は北蝦夷地（樺太、サハリン島）が国境未画定とされた（日露国境）。樺太はこれまで通り両国民の混住の地と定められた。一方で千島列島は、日露により千島列島の居住者において圧倒的大多数を占める千島アイヌの存在が無視され、択捉海峡で日露により分断されることになった。
条約の正式名称は、日本国魯西亜国通好条約（にっぽんこくろしあこくつうこうじょうやく）である。日露通好条約、下田条約、日魯通好条約とも呼ばれ、また条約締結当時の日本では日魯和親条約と表記していた。
この条約は1895年（明治28年）に締結された日露通商航海条約によって領事裁判権をはじめ全て無効となった。

## 主な内容
- 千島列島における、日本とロシアとの国境を択捉島と得撫島の間とする
- 樺太においては国境を画定せず、これまでの慣習のままとする
- ロシア船の補給のため箱館（函館）、下田、長崎の開港（条約港の設定）
- ロシア領事を日本に駐在させる
- 裁判権は双務に規定する
- 片務的最恵国待遇

本条約では最恵国待遇条項は片務的であったため、3年後の安政5年（1858年）に締結された日露修好通商条約で双務的なものに改められた。

## 樺太国境交渉
条約交渉開始時点では樺太の国境を画定する予定だったが、両国の主張が対立したため国境を画定できなかった。

長崎での交渉の中でロシア側は、樺太最南部の亜庭湾周辺を日本の領土とし、それ以外をロシア領とすることを提案した。日本側はそれに対して、北緯50度の線で日露の国境とすることを主張した。交渉が下田に移る直前、川路は老中にあてた書簡の中で次のように説明している。
下田で交渉が始まると、嘉永7年11月4日（1854年12月23日）の安政東海地震津波により大破したロシア艦「ディアナ」が沈没してしまったため、交渉は一時停止した。交渉が再開し、安政2年12月14日（1855年1月31日）、樺太に国境を設けず、附録で、日本人並に蝦夷アイヌ居住地は日本領とすることで一旦は合意した。このとき、川路は蝦夷アイヌ、なにアイヌと明確に分かれているので混乱の恐れはないと説明した。2月2日の交渉で、ロシア側は附録の部分の蝦夷アイヌを蝦夷島アイヌとすることを提案した。翌日、日本側は、蝦夷島同種のアイヌとすることを提案したが、ロシア側の反対が強く決まらなかった。4日、ロシア側から、附録は無しにして、本文に是迄通りと書けば十分ではないかと提案があり、5日にはロシア側提案通りに決定した。
その後、樺太国境問題は、慶応3年（1867年）の日露間樺太島仮規則を経て、明治維新後の1875年（明治8年）5月7日の樺太・千島交換条約によって一応の決着を見ることになる。

## 北方領土問題と日露和親条約の関連
北方領土問題において、「千島列島」の範囲が一つの争点となっており、日本政府は、1951年にサンフランシスコ講和条約で千島列島を放棄したが、歯舞・色丹は含まない（北海道の一部である）としたうえで国後、択捉についても明確にしなかった。これは1946年2月のソビエトによる一方的な併合宣言や、すでに朝鮮半島で始まっていた東西陣営による角逐（朝鮮戦争）の緊張のなかで、北方占領地や台湾・沖縄・小笠原などが焦点となったためである。ソビエトも米国による南西諸島・台湾・小笠原諸島の国連信託統治の形での実効支配を非難し、また日本が放棄した旧領土（南樺太および千島）の帰属を意図的に除外しているサンフランシスコ条約の英米案を非難している。
サンフランシスコ講和会議において、吉田は国後・択捉のソビエトによる収用を一方的と非難し、また歯舞・色丹は北海道（日本の本土）であると説明している。その根拠として、日露和親条約第二条での平和的な国境の画定を指摘している。
和田春樹等によればサンフランシスコ条約で放棄すべきと明記された千島列島（クリル諸島）とは日露和親条約から明記されてきた地理的呼称であり北方四島は当然に含むものであり、日本政府の解釈（と和田のいう、クリルに北方四島は含まないとの主張）は誤りだとする。和田によればこれは日露和親条約を"誤訳"した日本語文を根拠とした主張であり、ロシア語・オランダ語からはこのような主張は成り立たないとする。
1992年5月、日本政府はロシア語のパンフレット『日本の北方領土』を発行し、ロシア国内に配布した。このパンフレットの中で、北方領土はサンフランシスコ条約で放棄したクリル諸島に含まれないとの主張をするため、日露和親条約第二条の日本語条文をロシア語に翻訳し、『実際の条約とは異なる』条文を作成したとする。

### 正文間での訳文の齟齬
条約交渉はオランダ語で行われ、オランダ語・ロシア語条文から日本語・中国語条文が翻訳された。このうちロシア語とオランダ語の条文は一致しているが、日本語条文には、第二条のクリル列島の部分に異なる箇所がある。ただし、ロシア語・オランダ語・中国語・日本語共に有効な条約である。
この正文間の文言の相違は、日露和親条約の時点ではなんら問題のないものであり、国境線は択捉島と得撫島との間に確定されていることが双方の正文により明示されているが、サンフランシスコ会議のさい日本が放棄することとした「クリル諸島」の解釈についての文理解釈のさいに取り上げられ論点とされている。
ロシア語・オランダ語では「残りの、北のほうの、クリル諸島」と書かれているが、日本語では「夫より北の方のクリル諸島」と書かれており、日本語では「残りの」が抜けている。このため、日本語の条文を見るかぎりクリル諸島の地理的呼称とは得撫島よりも北であるかのように読めるが、ロシア語・オランダ語ではクリル諸島の地理的呼称は得撫島以北に限定することはできないとする。
これについて木村汎は「残りの北のほうクリル諸島」の残りは、択捉島の残りとも得撫島の残りとも解釈できるので、これまでの日本政府の解釈でも間違いとはいえないと説明している。しかし、「クリル列島とは得撫島よりも北である」との解釈以外の解釈が成り立つことは認めている。
この条文の該当部分は「de eiland Oerop(ウルップ島), met de overige Koerilsche eilanden(他・残り　のクリル諸島と合わせて), ten noorden(北のほう)」である。

## 関連行事
1981年、日本政府は、本条約の締結された2月7日（新暦）を、「北方領土の日」と定めた。
なお、2月7日の北方領土の日には、下田市で「北方領土の日記念史跡めぐりマラソン大会」が開催されていたが、学校カリキュラムに支障を来すとして2023年（令和5年）2月の43回目大会（長楽寺が発着点）をもって終了することとなった。